# All Missing Pieces
All Missing Pieces was een Nederlandse garagerockband uit Den Haag, bestaande uit de broers Camiel, Wrister en Quinten Meiresonne. De band is opgericht in 2005.

## Geschiedenis
De band werd halverwege 2005 officieus opgericht met de aanschaf van drums en gitaar en het lenen van een basgitaar. Het eerste optreden vond plaats op een lokaal straatfeest. Sindsdien is de rockformatie uitgegroeid tot een landelijk bekende groep, met optredens op onder meer KoninginneNach, Beatstad, Noorderslag en de Zwarte Cross.
Begin 2008 kwam de eerste cd uit, getiteld Pushthebuttononmybackandturnmeon. Voor de single Busdriver werd een clip opgenomen in Londen, die op de landelijke televisie werd uitgezonden. Datzelfde jaar werd de Haagse band genomineerd voor een 3FM Award in de categorie Beste Nieuwkomer, samen met onder meer Moke en Alain Clark. Laatstgenoemde werd de uiteindelijke winnaar. In 2010 verscheen nog een tweede album, maar dat werd geen succes. 
In 2012 stopte de band. Camiel Meiresonne is daarna, in 2015 een soloproject begonnen onder de naam Son Mieux.

## Discografie

### Albums
| Album met eventuele hitnotering(en) in de Nederlandse Album Top 100 | Datum van verschijnen | Datum van binnenkomst | Hoogste positie | Aantal weken | Opmerkingen |
| ------------------------------------------------------------------- | --------------------- | --------------------- | --------------- | ------------ | ----------- |
| Pushthebuttononmybackandturnmeon                                    | 2008                  | 05-04-2008            | 74              | 1            |             |
| Virtue.Mine.Honour                                                  | 2010                  |                       |                 |              |             |

### Singles
| Single met eventuele hitnotering(en) in de Nederlandse Top 40 | Datum van verschijnen | Datum van binnenkomst | Hoogste positie | Aantal weken | Opmerkingen |
| ------------------------------------------------------------- | --------------------- | --------------------- | --------------- | ------------ | ----------- |
| I want you to know                                            | 2007                  | -                     |                 |              |             |
| Busdriver                                                     | 2008                  | 29-03-2008            | tip14           | -            |             |